# Max Baer
Max Baer   (Omaha, 11 de febrer de 1909 - Hollywood, 21 de novembre de 1959) fou un boxejador estatunidenc, nascut l'11 de febrer de 1909 a Omaha (Nebraska) i mort el 21 de novembre de 1959 a Hollywood. Va ser Campió del món dels pesos pesants des del 14 de juny de 1934 al 13 de juny de 1935, un dels nombrosos boxejadors blancs qui ostentaren breument el títol en els anys 1930, abans del llarg regnat de Joe Louis. Era germà gran del també boxejador Buddy Baer i pare de l'actor Max Baer Jr..

## El millor boxejador de Califòrnia
Els seus pares eren Jacob Baer (1875–1938), un alemany mig luterà i mig jueu, i Dora Bales (1877–1938), una protestant d'origen escocès-irlandès. La família va tenir dues filles (Frances maig i Berenice Jeanette) i tres fills (Maximillian, Jacob Henry ‘’Buddy’’ i August, aquest darrer adoptat). En la infantesa de Max, la família anà a viure a Durango (Colorado) i el 1922, cercant un clima suau més adient a la salut de la filla gran, es traslladà de nou Califòrnia, primer a Alameda, on vivia una germana de Dora, i després prop de Livermore on van acabar portant un ranxo. De jove, Maximillien hi va treballar en el sacrifici de caps de bestiar. En aquestes tasques va adquirir una forma física imponent.
El 1929 s’inicià en la boxa professional, combatent a Stockton i a Oakland, amb 15 victòries, 12 de les quals per KO, i una única derrota per abandonament.
El 1930, s'imposà com el millor boxejador de Califòrnia, en afegir 8 victòries al seu palmarès – i també dues derrotes.
El 25 d'agost va enfrontar-se a San Francisco amb el veterà Frankie Campbell, que va caure inconscient al 5è assalt i va morir l'endemà. Baer va ser jutjat per homicidi involuntari i absolt, considerant el tribunal que la mort es devia a seqüeles d'anteriors combats de Campbell. Baer va arrossegar un fort sentiment de culpabilitat que durant anys li va provocar malsons, i va fer-se càrrec econòmicament de la família del difunt. Tanmateix li va quedar una fama d'assassí del ring, en part fomentada per la publicitat sensacionalista dels promotors de boxa.
Max començà a combatre a les grans ciutats de la costa est, que organitzaven els enfrontaments de màxim nivell. Però l'accident va afectar negativament el seu rendiment, ja que, traumatitzat per aquella mort, no es decidia a imposar-se amb el seu punch, que era el seu avantatge principal, i va acumular 4 derrotes en els seus 6 combats següents contra els millors boxejadors mundials: Ernie Schaaf, Tommy Loughran, Johnny Risko o Paolino Uzcudun. La seva gira fou un fracàs i ell tornà a Oakland com un boxejador de segon nivell.
Des de mitjan 1931 a finals del 1932 es recuperà i tornà entre l'elit de la boxa. Va prendre la revanxa primer contra Johnny Risko i després contra Ernie Schaaf que també caigué inconscient sota el seu terrible punch. Malauradament, Schaaf va morir poc després al ring davant Primo Carnera i,malgrat que la seva mort va ser deguda a que patia una meningitis mal diagnosticada, la fama assassina de Baer va anar a més. Tanmateix, Max Baer va continuar les seves victòries contra King Levinsky i Gerald Griffith el 1932.
El 1933 Baer va lliurar un únic combat, però de nivell, contra l'antic campió del món, l'alemany Max Schmeling. Max Baer va vèncer per KO al 10è assalt, en un context polititzat: Hitler havia donat suport públicament a Schmeling, mentre que la premsa alemanya li havia retret que s’enfrontés a un rival amb sang jueva. Schmeling havia rebutjat les acusacions d'antisemitisme contra Alemanya (ell, efectivament, no n’era) posant com a exemple que el seu mànager era jueu. Al seu torn, Baer lluità duent una estrella de David. Tant a nivell esportiu com mediàtic, el matx fou reconegut com el combat de l'any i consolidà la fama de Baer.
Tot esperant enfrontar-se al campió del món vigent el juny de 1934 (el titular estava obligat a mesurar-se amb l'aspirant el mes de juny de cada any), Baer va fer 14 exhibicions, 3 de les quals contra l'excampió Jack Dempsey

## Campió del món
El 14 de juny de 1934, al Madison Square Garden de Nova York, tinguué lloc l'enfrontament de Max Baer i el campió del món italià Primo Carnera. El físic gegantí de Carnera, davant del qual Baer semblava feble, en feia el favorit, però el punch de Baer el va fer caure a terra diverses vegades en els primers assalts. Després, Baer es va dedicar a cansar el seu rival i el va castigar severament als assalts 10è i 11è, fent-lo caure de nou unes quantes vegades abans que l'àrbitre no posés fi al calvari de l'italià.
Aquesta victòria va fer de Max Baer un campió amb fama d'imbatible. Massa confiat, però, es va dedicar a recórrer Amèrica en una sèrie d'exhibicions fàcils, abans de defensar el seu títol el de juny de 1935 contre un adversari poc amenaçador: James J. Braddock.
El 13 de juny, Baer tornà al ring del Madison Square Garden. Va intentar deixar KO el seu contrincant en els assalts 7è i 8è i -tot i que sense estar mai en perill real- va perdre la majoria dels atacs. Finalment, Braddock es va declarar vencedor en endur-se el darrer assalt, el millor dels que va fer en tot el combat. Baer és un exemple dels nombrosos campions que saben conquerir un títol però no aconsegueixen conservar-lo i defensar-lo eficaçment.

## Declivi i caiguda
El setembre de 1935, Baer s’enfrontà a l'estrella ascendent Joe Louis i, contra pronòstic, va caure per KO. Amb només 27 anys, Baer ni tan sols intentà remuntar cap al cim de la categoria i es contentà de passar l'any 1936 derrotant 25 rivals menors en combats de 6 rounds.
No va ser fins 1937 que es va enfrontar de nou a un adversari de nivell: Tommy Farr. Va perdre per punts però va guanyar la revanxa l'any següent. Després, i fins a la seva retirada de la boxa el 1941, el boxejador californià no va fer cap altre combat notable llevat d'una victòria contra Tony Galento i va ser derrotat dues vegades per Lou Nova.

## Actor
Des de 1933, Baer va compaginar la carrera esportiva amb l'actuació en pel·lícules. Va debutar a The Prizefighter and the Lady (1933), que protagonitzà amb Myrna Loy i on actuaven també els boxejadors Primo Carnera i Jack Dempsey fent d'ells mateixos. La pel·lícula fou prohibida a l'Alemanya Nazi pels ascendents jueus de Baer.
Fins al 1958 va actuar en més de 20 pel·lícules i sèries de televisió. Entre elles, el film Africa Screams (1949) amb Budd Abbott i Lou Costello, en el show televisiu dels quals va fer també aparicions com a estrella invitada. Va actuar també a Més dura serà la caiguda (1956), el darrer film de Humphrey Bogart, inspirada en la història de Primo Carnera i la seva desfeta per Baer. En aquesta pel·lícula se’l retrata com una persona sanguinària que realment no era, malgrat es seu estil agressiu al ring i els accidents que protagonitzà.
També va actuar com a còmic al vaudeville, a vegades amb l'exboxejador Maxie Rosenbloom, i va tenir un show propi a televisió.

## Vida personal
Es va casar dues vegades, primer amb l'actriu Dorothy Dunbar (el 8 de juliol de 1931; es divorciaren el 6 d'octubre de 1933), i més tard amb Mary Ellen Sullivan (1903–1978), amb qui va estar casat del 29 de juny de 1935 fins a la seva mort, i amb qui tingué 3 criatures: Max Baer Jr. (nascut el 1937, que esdevingué actor), James Manny Baer (nascut el 1942) i Maudie Marian Baer (nascuda el 1944).
Max Baer va morir el 21 de novembre de 1959 d'una crisi cardíaca a Hollywood, on havia anat a gravar uns anuncis per a televisió.

## L'estil
Amb 71 victòries (53 KO) i 13 derrotes (5 KO), Baer es compta entre els millors punchers dels anys 1930 i és un dels escassos campions amb més 50 KO al seu actiu. Va vèncer els millors de la seva època: Schaaf, Schmelling, Carnera, però la majoria de les seves victòries les va obtenir contra adversaris massa fàcils per a ell.
Recolzant-se en el seu punch i els encadenaments de poderosos cops de dreta, descuidava la seva mobilitat i la seva defensa. El seu nombre de derrotes es deu sobretot a la seva manca de seriositat en el ring, on sempre provocava i perdia rounds inútilment. Poc assidu a l'entrenament, maldestre en la gestió de la seva carrera, Baer va dubtar sovint entre la boxa i el cinema.